# Association des journalistes européens
L'Association des journalistes européens (fondée en 1961 à Sanremo en Italie) est une organisation défendant les intérêts des journalistes qui s'intéressent aux affaires européennes. Elle est une organisation non gouvernementale en relation opérationnelle avec l'UNESCO et elle bénéficie du statut consultatif auprès du Conseil de l'Europe.